# چروون فولوارک
چروون فولوارک (به لهستانی:  Czerwony Folwark) یک روستا در لهستان است که در گمینا سوواوکی واقع شده‌است.